# Pedicularis kungeica
Pedicularis kungeica är en snyltrotsväxtart som beskrevs av M.S. Baitenov. Pedicularis kungeica ingår i släktet spiror, och familjen snyltrotsväxter. Inga underarter finns listade i Catalogue of Life.